# A Menina das Flores
A Menina das Flores é uma telenovela brasileira exibida de janeiro a março de 1965 pela TV Excelsior, às 17h30, contando a história de Santa Teresinha.

## Elenco
- Stefi Solska .... Teresinha
- Silvio Francisco
- Neuza Amaral
- Mariângela
- Pedro Carlos
- Yara Lins
- Rubens Pecce
- Wilma de Aguiar
- Odlavas Petti
- Léa Camargo
- Mário Ernesto
- Mário Guimarães
- Wanda Marchetti
- Humberto Militello